# CYP56A1
细胞色素P450-DIT2或CYP56A1是真菌釀酒酵母（Saccharomyces cerevisiae）基因组中发现的三种细胞色素P450基因之一，另外两种是麦角固醇生物合成途径中的CYP51F1（ERG11）和CYP61A1（ERG5）。CYP56A1可催化蛋白上的酪氨酸残基氧化二聚形成L,L-双酪氨酸（一种类似于二硫键的翻译后修饰），参与孢子壁的形成。

双酪氨酸（dityrosine，DIT）